# Королёва Слобода-1 (Светлогорский район)
Королёва Слобода-1 (бел. Каралёва Слабада-1) — деревня в Красновском сельсовете Светлогорского района Гомельской области Республики Беларусь.

## География

### Расположение
В 53 км на северо-запад от Светлогорска, 23 км от железнодорожной станции Светлогорск-на-Березине (на линии Жлобин — Калинковичи), 163 км от Гомеля.

### Гидрография
На реке Березина (приток реки Днепр).

## Транспортная сеть
Транспортные связи по просёлочной, а затем автодороге Бобруйск — Калинковичи. Планировка состоит из прямолинейной меридиональной улицы, к которой на севере присоединяется переулок. Застройка деревянная, двусторонняя, усадебного типа.

## История
Обнаруженные археологами поселения каменного века (в 0,25 км на юго-восток от деревни) и раннего мезолита (VIII-VI-е тысячелетия до н. э., в 0,5 км на юго-восток от деревни, на второй надпоймовой террасе правого берега Березины) свидетельствуют о деятельности здесь человека с давних времён. Современная деревня согласно письменным источникам известна с XVIII века как селение в Паричской волости Бобруйского уезда Минской губернии. Действовала Благовещенская церковь (деревянная, на кирпичном фундаменте, в ней хранились метрические книги с 1823 года, перестроена в 1869 году). Согласно переписи 1897 года действовал трактир. В 1902 году построено здание и начались занятия в церковно-приходской школе. В 1908 году село Слобода Королевская.
В 1921 году начала работу начальная школа. С 20 августа 1924 года до 24 сентября 1926 года центр Королёвослободского сельсовета Паричского района. В 1930 году организован колхоз «Август», работали кузница и шерсточесальня. Согласно переписи 1959 года располагались базовая школа, клуб, магазин.

## Население

### Численность
- 2021 год — 20 жителей

### Динамика
- 1897 год — 42 двора, 234 жителя (согласно переписи).
- 1908 год — 47 дворов 379 жителей.
- 1925 год — 79 дворов.
- 1959 год — 208 жителей (согласно переписи).
- 2004 год — 22 хозяйства, 48 жителей
- 2021 год — 20 жителей